# Танзанія на літніх Олімпійських іграх 2020
Танзанію на літніх Олімпійських іграх 2020 представляли три спортсмени в одному виді спорту.